# Эйкенсайд, Марк
Марк Эйкенсайд (англ. Mark Akenside) — английский врач и поэт. Автор знаменитой в своё время дидактической поэмы «Услады воображения» (1744) и нескольких медицинских сочинений.

## Биография
Родился 9 ноября 1721 года в Ньюкасле-на-Тайне, был сыном мясника. Изучал сначала богословие в Эдинбурге, затем медицинские науки и после окончания в 1744 году в Лейдене практиковал, сперва в Нортгемптоне и Хэмпстеде, а потом в Лондоне, где он и умер 23 июня 1770 года в звании лейб-медика королевы.
Некоторые из его медицинских сочинений, например о лимфатических сосудах (1757) и о поносе (1764), пользовались большим успехом. Из стихотворений самое замечательное в его время было «Услады воображения" (The Pleasures of the Imagination), которое он написал на 23-м году жизни и которое хотя действительно обладает очень звучной рифмой, но в общем показывает более его философский образ мыслей, чем присутствие поэтического таланта. В «Перегрине Пикле» Смоллетт сатирически изобразил Эйкенсайда в виде педанта, устраивающего пир по античному образцу..
Автор поэмы «Услады воображения» (1744) и лирических стихов, собранных в 1772 г. в сборнике «Стихотворения». На «Услады воображения» ориентировался в своей «Херсониде» русский поэт Семён Бобров, который не раз прямо упоминает «знаменитого сочинителя Экензайда» как источник своего вдохновения.